# Wasserkruger Moor
Das Wasserkruger Moor ist ein ehemaliges Naturschutzgebiet in den niedersächsischen Gemeinden Großenwörden, Engelschoff und Hammah in der Samtgemeinde Oldendorf-Himmelpforten im Landkreis Stade.
Das Naturschutzgebiet mit dem Kennzeichen NSG LÜ 160 war 38,4 Hektar groß. Es war größtenteils Bestandteil des FFH-Gebietes „Wasserkruger Moor und Willes Heide“. Das Gebiet stand seit dem 16. März 1988 unter Naturschutz. Zum 17. Februar 2017 ging es zusammen mit dem Naturschutzgebiet „Willes Heide“ im neu ausgewiesenen Naturschutzgebiet „Kehdinger Moore“ auf. Zuständige untere Naturschutzbehörde war der Landkreis Stade.
Das ehemalige Naturschutzgebiet liegt im Kehdinger Land etwa zwischen Drochtersen und Himmelpforten östlich von Engelschoff und stellte eine Hochmoorrestfläche des Kehdinger Moores im Übergangsbereich der Geest zur Marsch der Elbe unter Schutz. Es besteht in seinem westlichen Bereich aus unkultiviertem, aber stark entwässertem Hochmoor, an das sich nach Nordosten und Süden zu Grünland kultivierte Flächen anschließen. Die unkultivierte Moorfläche wird überwiegend von Birken geprägt. Daneben findet sich in nasseren Bereichen hochmoortypische Vegetation.
Das Gebiet wird von mehreren Gräben umgeben, die die Grünlandflächen teilweise durchziehen. Über die Gräben wird es Richtung Elbe und Oste entwässert.